# المسيحية في بليز

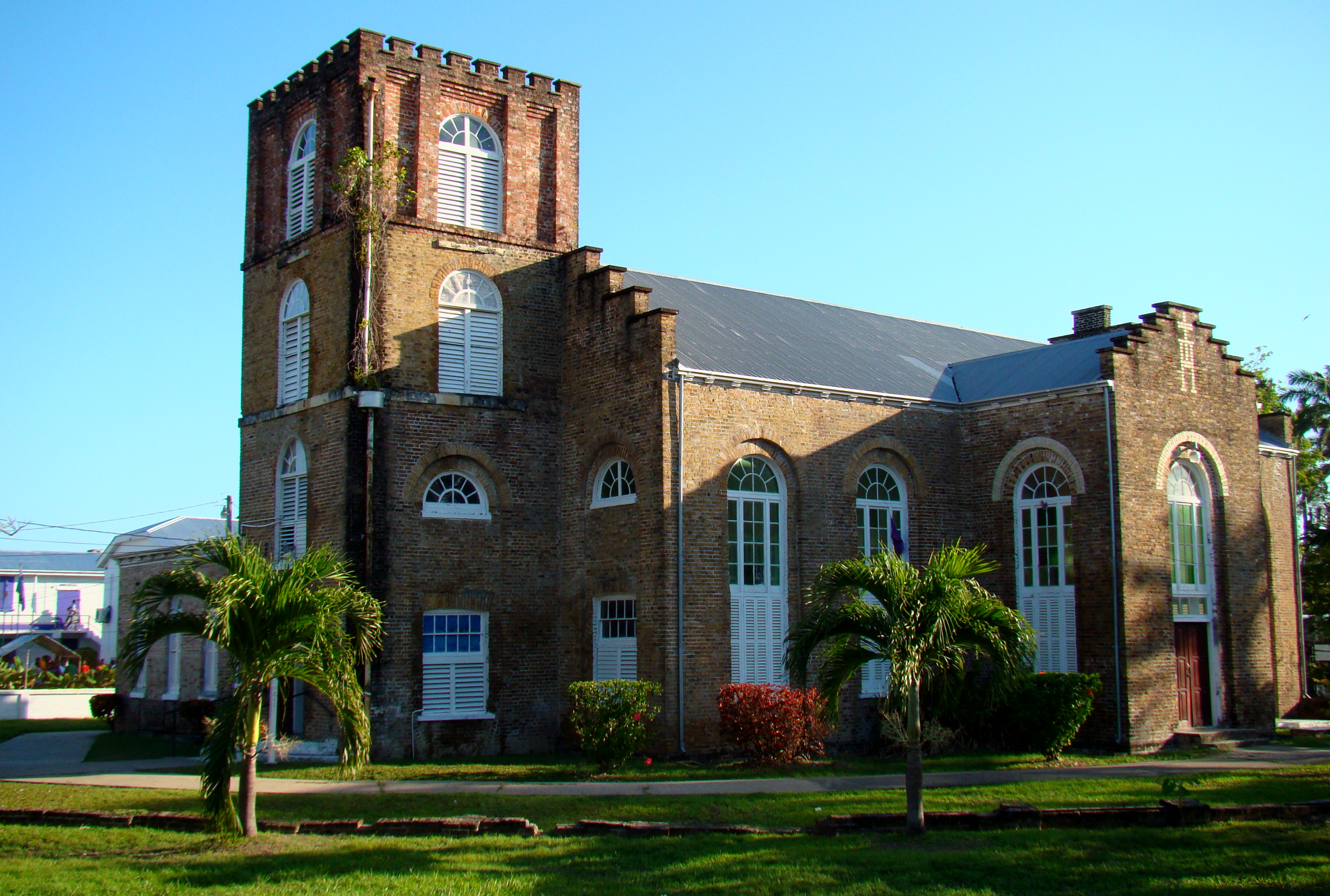
كاتدرائية القديس يوحنا الأنجليكانيَّة في بليز سيتي.

تُشكل المسيحية في بليز أكثر الديانات إنتشاراً بين السكان، حسب دراسة مركز بيو للأبحاث عام 2010 المسيحية هي أكبر ديانة في بليز؛ إذ يعتنقها حوالي 87.2% من السكان. ووفقًا لتعداد عام 2010 تبيّن أن 40.0% من سكان بليز هم من الكاثوليك، و31.7% من البروتستانت (8.5% خمسينيين؛ 5.5% سبتيين؛ 4.6% أنجليكان؛ 3.8% مينونايت؛ 3.6% معمدانيين؛ 2.9% الميثودية؛ 2.8% كنيسة الناصري)، و1.7% هم شهود يهوه.
تقليديًا كانت البلاد ذات أغلبية كاثوليكية (شكل الكاثوليك 49% في عام 2000، و57% في عام 1991)، إلا أن التقليد الكاثوليكي تآكل تدريجيًا في العقود الأخيرة لصالح نمو الكنائس البروتستانتية. هناك تواجد أرثوذكسي من أصول شامية أو يونانية في البلاد خاصًة أتباع الكنيسة اليونانية الأرثوذكسية التي لها وجود في سانتا ايلينا.

## تاريخ

### الحقبة الإستعمارية الإسبانية

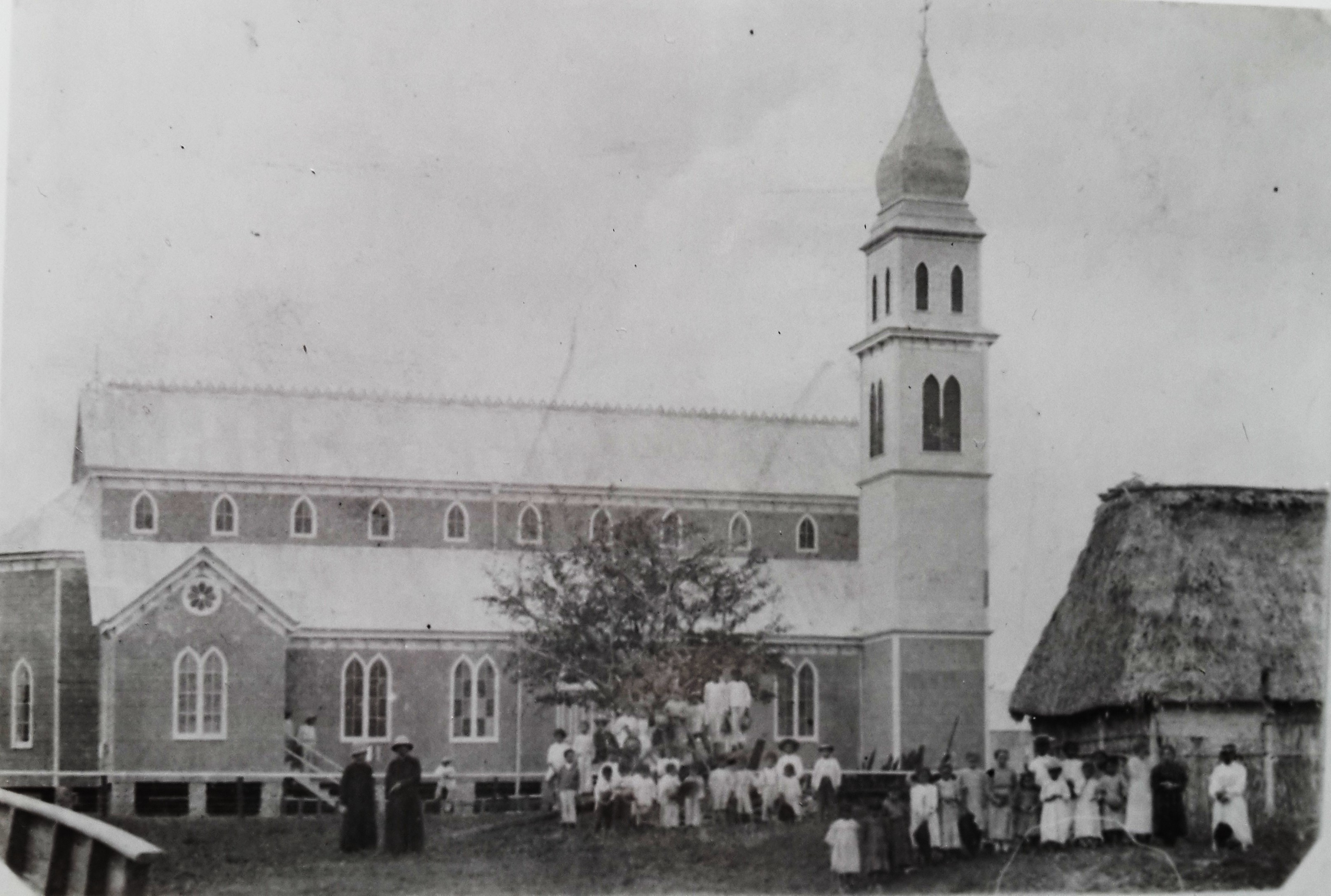
كنيسة الحبل بلا دنس في أورانج والك.

رافق الرهبان الكاثوليك أولى البعثات الإسبانية في أمريكا الوسطى، وذلك وفقاً لنظام الرعاية والاختلاط بين السياسة والدين. في حين أنَّ المستكشفين الإسبان وصلوا للمنطقة أملاً في العثور على الذهب في بيتن في غواتيمالا، قام المبشرين الكاثوليك بمرافقتهم من يوكاتان ومن كوبان. توجد العديد من الأدلة المادية والمستندية المتناثرة عن عمل الرهبان بين المايا في بليز الغربية من عام 1524 إلى عام 1707. بالقرب من موقع المايا في شونانتونيتش في وسط غرب بليز في تيبو تكمن بقايا بناء كنيسة بدائية، المذكورة في السجلات الإسبانية، إلى جانب عدد كبير من الهياكل العظمية للمايا حول حدودها. اختفت تيبو مع انتقال المستوطنين المايا المسيحيين في عام 1707 إلى شواطئ بحيرة بيتين إيتزا. وتقع الكنيسة الهندية في لامبريس. في عام 1684 استشهد ثلاثة فرنسيسكان وبعض الإسبان في بالياك، ويفترض أن يكون سبب مقتلهم قيام السكان المحليين من المايا بتقديم الأضاحي الوثنية من خلال تمزيق القلب. لكنه كان عادة الجهد السياسي وليس المسيحي الذي أثار مقاومة المايا.
منذ عقد 1830 بدأ الكهنة الكاثوليك بالظهور في السجل التاريخي لبليز. وكان قد بدأ اللاجئين المستيزو بالقدوم من هندوراس إلى نهر مولينز جنوب بلدة بليز، وعمل الراهب أنطونيو بينهم من عام 1832 إلى عام 1836 عندما حل محله الراهب روبيو من باكالار في مدينة بليز. قام روبيو بناء على ضفة نهر مولينز في عام 1837 أول كنيسة كاثوليكية في بليز الحديثة. وفي عام 1840 قام الكاهن ساندوفال وريفاس من يوكاتان بناء كنيسة في مدينة بليز. وكان هذا هو الجزء المركزي للبلاد من أواخر القرن الثامن عشر. حاول رجال الدين الأنجليكان والمعمدانيين والميثوديين بالتبشير لكنهم واجهوا معارضة من التجار الإسبان من يوكاتان، جنباً إلى جنب المستيزو والغاريفونيون من الجنوب، مما أدى إلى توسيع نشاط الكنيسة الكاثوليكية في منتصف القرن التاسع عشر. وبدأت هجرة كبيرة للغاريفونيون من الساحل من هندوراس في عام 1832، إلى ما أصبح بونتا غوردا ودانغريغا في جنوب بليز. كان أسلافهم مزيج من الهنود والأفارقة الكاريبيين، وإلى جزيرة سانت فينسنت. وكانوا قد تمردوا ضد البريطانيين في عام 1797 وتم طردهم إلى رواتان، وقاموا بالانتشار على طول ساحل هندوراس. وبحلول القرن التاسع عشر كانوا قد استقروا على طول الساحل الجنوبي لبليز. وقد تم ترسيخ الإيمان الكاثوليك بينهم من قبل الكهنة الإسبان بينما كانوا مستقرين في جزيرة سانت فينسنت، وكانوا طلاب ومعلمين جيدين حيث أنهم أثروا على الكاثوليكية في بليز، وقدمت راهبات العائلة المقدسة في عام 1898 للعمل بين مجتمعات الغاريفونيون، وفي غضون قرن انضم خمسة وأربعين شابة بليزيَّة انضموا إلى الرهبنة. بين عام 1847 وعام 1855 هرب الآلاف من المستيزو من باكالار إلى بليز، وتوسعت مدينتي كوروزال وأورانج والك. وبحلول عام 1850 كان هناك 7,000 من الكاثوليك في الإقليم، ومعظمهم من اللاجئين الأسبان واللاجئين من حرب كاست في يوكاتان.

### هندوراس البريطانية

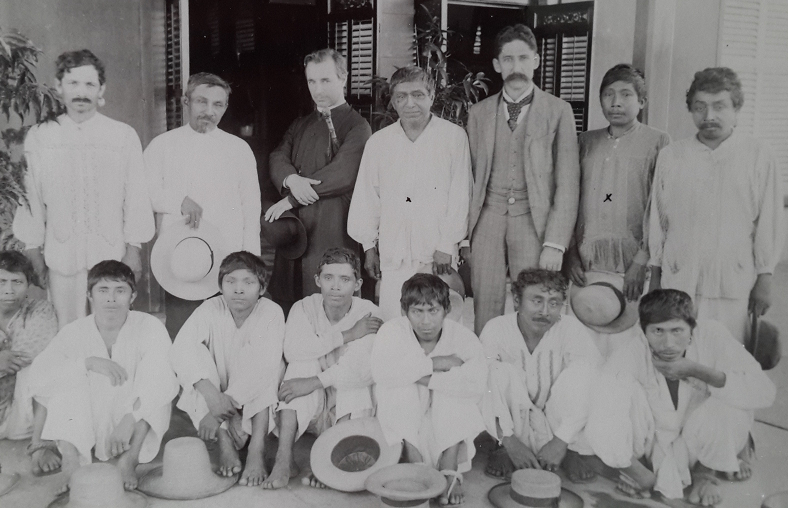
صورة للراهب اليسوعي هنري جيليت، راعي الكنيسة الكاثوليكية في كوروزال، إلى جانب عدد من السكان المايا؛ تعود الصورة إلى عام 1894.

في عام 1837 قام مكتب مجمع تبشير الشعوب في روما برفع جامايكا إلى مرتبة نيابة رسوليَّة وأصبحت مسؤولة عن منطقة الكاريبي بأسرها. ومع وجود موارد قليلة منتشرة على هذه المنطقة الشاسعة، لم يُولى سوى اهتمام ضئيل إلى إقليم بليز حتى قدوم الكاثوليك من أصل أسباني من يوكاتان إلى بليز الشمالية خلال صراعهم مع المايا بين عام 1847 وعام 1901. بعد هذا التدفق لأعداد الكاثوليك، قدمت إلى بليز في عام 1851 بعثة يسوعية تحت رعاية اليسوعيين الإنجليز، وذلك قبل أحد عشر عاماً من أن تصبح البلاد مستعمرة تابعة لهندوراس البريطانية. وفي ديسمبر من عام 1851 قدم النائب الرسولي من جامايكا جيمس يوستاس دو بيرون، إلى بليز لتقييم الوضع الديني. وقام دو بيرون بالإشراف على بناء الكنيسة الكاثوليكية الأولى في مدينة بليز. وقد دمر الحريق الكبير الذي وقع في 17 يوليو من عام 1856 الجانب الشمالي من المدينة بما في ذلك مبنى الكنيسة. وبحلول أبريل من عام 1858 تم الانتهاء من مبنى كاتدرائية الفادي المقدس الحاليَّة. وأعقب ذلك إنشاء رعايا أخرى على طول الساحل منها كوروزال في عام 1859 والتي ضمت على عدد كبير من الكاثوليك المستيزو؛ وبونتا غوردا في عام 1862 والتي ضمت الغاريفونيين على الساحل والمايا في الداخل؛ وستان كريك في عام 1867 والتي تشكلت من الغاريفونيين. بين عام 1852 وعام 1893، وصل ثمانية وخمسين من اليسوعيين من عشرة دول لإنشاء هذه الكنائس.:79
في عام 1888 أصبحت هندوراس البريطانية نيابة رسوليَّة وفي عام 1893 نصب سالفاتوري دي بيترو في منصب النائب الرسولي مع لقب الأسقف. وكان لوجود ثلاثة أساقفة أمريكيين خلال تكريسه دليل على الأهمية المتزايدة للولايات المتحدة في البعثة. وفي عام 1894 نقل اليسوعيون المسؤولية عن هندوراس البريطانية من المقاطعة الإنجليزية إلى ولاية ميزوري في وسط الولايات المتحدة. توفي المطران دي بيترو في عام 1898 وخلفه المطران فريدريك سي. هوبكنز ليكون آخر اليسوعيين الإنجليز في بليز. تأسست كلية القديس يوحنا في عام 1887، وتم نقل مقرها إلى حديقة لويولا في عام 1917. تميزت فترة أسقفية جوزيف أنتوني ميرفي بجهود إعادة البناء بعد إعصار عام 1931، والتي دمرت كلية القديس يوحنا في حديقة لويولا وأوقعت ما يقدر بنحو 2,500 حياة من بينهم أحد عشر من اليسوعيين. كما بنى قاعة المخلص المقدس التي أصبحت منشأة داخلية رائدة للأحداث الكبيرة في بليز، حتى بناء معهد بليس في عام 1954. في عام 1938 تقاعد المطران ميرفي تقاعد وخلفه الأسقف وليام أ. رايس، والذي توفي لاحقاً بسبب نوبة قلبية في عام 1946. وجاء بعد ذلك نصب آخر نائب رسولي وهو ديفيد فرانسيس هيكي، والذي أصبح أول أسقف لأبرشية بليز في عام 1956.

### الاستقلال والعصور الحديثة

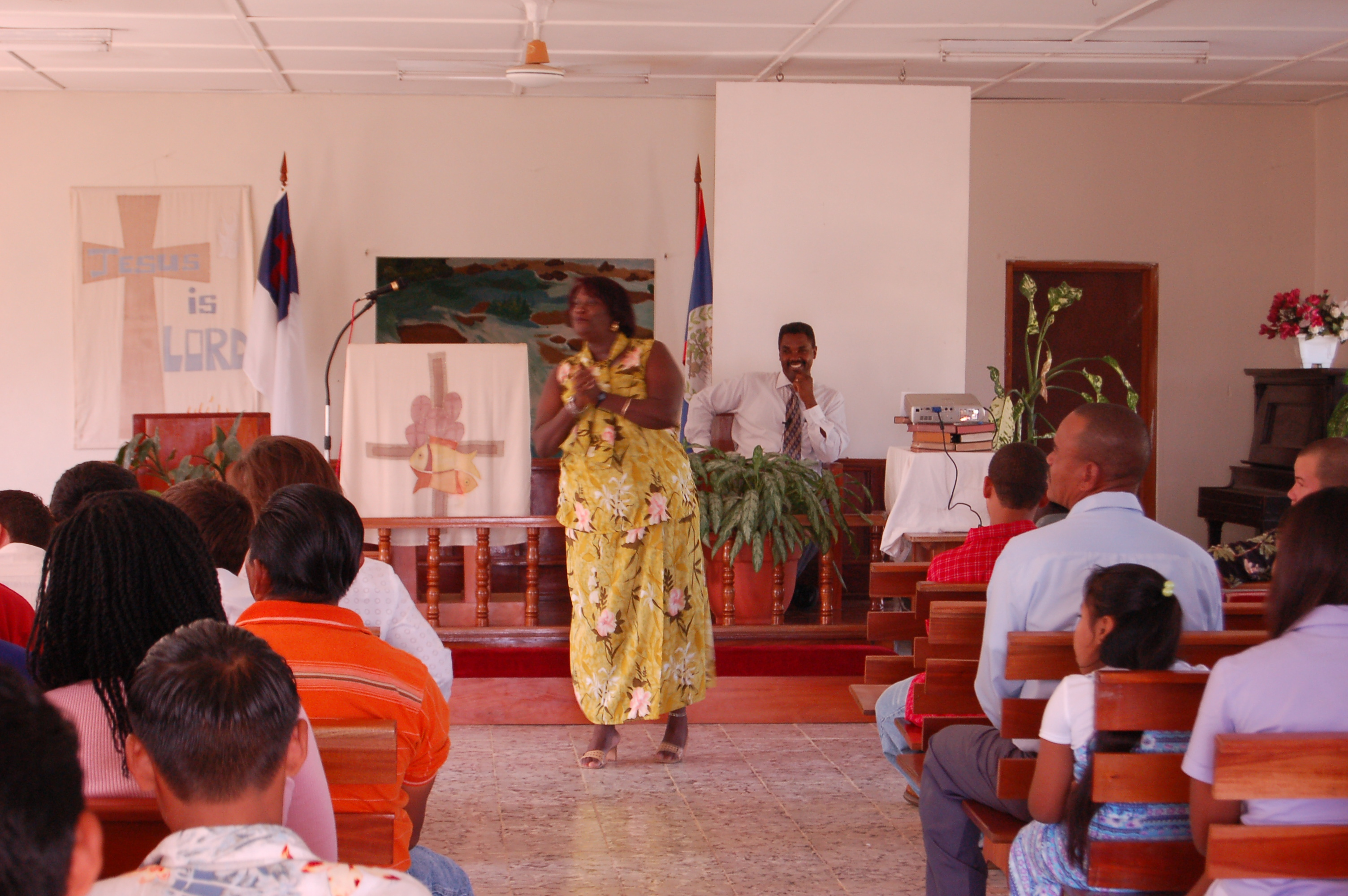
قسيسة معمدانية تؤدي الصلوات في كنيسة بروتستانتيَّة؛ منذ 1980 تشهد البلاد نمواً كبيراً في أعداد البروتستانت.

في عام 1982 أصبح الكاهن أوزموند بيتر مارتن، ذو الأصول الغاريفونية أول بليزي أصلي يترأس الأسقفية. وركز على تفعيل العلمانيين لملكية الكنيسة. في أبريل عام 2001 افتتح في كاتدرائية فاكوندو كاستيلو مركز المونسنيور الأبرشي والتي تضم مقر الإذاعة والتلفزيون والصحف التابعة للأبرشية الكاثوليكية. تقليديًا حتى عقد 1990 كانت البلاد ذات أغلبية كاثوليكية (شكل الكاثوليك 49% في عام 2000، و57% في عام 1991)، إلا أن التقليد الكاثوليكي تآكل تدريجيًا في العقود الأخيرة لصالح نمو الكنائس البروتستانتية. وبدأت الكنائس الإنجيلية تكسب موطئ قدم في البلاد منذ 1980، وشهد المجتمع البروتستانتي في بليز نمواً كبيراً للمذاهب الخمسينية والأدفنتست، وهي ظاهرة مرتبط بانتشار مختلف الطوائف الإنجيلية في جميع أنحاء أمريكا اللاتينية. وجد التعداد السكاني عام 2010 أن 31.8% من سكان البلاد من أتباع الكنائس الخمسينية والطوائف البروتستانتية التقليدية. وشهدت بليز في الآونة الأخيرة نمو ملحوظ في أعداد ونسب المذهب الخمسيني البروتستانتي. في عام 2010 ضمت بليز حوالي 10,000 شخص من المينونايت، وتعود أصولهم إلى مجموعة عرقية أصول ألمانية هولندية استقرَّت في الإمبراطورية منذ 1789، حيث حافظت لفترة طويلة تقريبًا على ثقافتها الخاصة واللغة المينوناتية الألمانية السفلى واللغة الهولندية البنسلفانية. وفي عقد 1922 هاجر المينونايت من الاتحاد السوفيتي وأمريكا الشمالية.

## ديموغرافيا

### التعداد السكاني
|                          | 20001   | 20001 | 20102   | 20102 |
| تعداد                    | %       | تعداد | %       |       |
| مجمل السكان              | 232,111 |       | 304,106 |       |
| مسيحية                   | 193,150 | 83.2  | 226,515 | 74.5  |
| - كاثوليكية              | 115,035 | 49.5  | 123,010 | 40.5  |
| - مجمل البروتستانت       | 78,115  | 33.7  | 103,505 | 31.8  |
| - الأنجليكانية           | 12,386  | 5.3   | 14,016  | 4.6   |
| - الكنيسة المعمدانية     | 8,077   | 3.5   | 11,009  | 3.6   |
| - مينوناتية              | 9,497   | 4.1   | 11,658  | 3.8   |
| - ميثودية                | 8,024   | 3.5   | 8,821   | 2.9   |
| - كنيسة الناصريين        | 6,117   | 2.6   | 8,660   | 2.8   |
| - خمسينية                | 17,189  | 7.4   | 25,899  | 8.5   |
| - الأدفنتست              | 12,160  | 5.2   | 16,665  | 5.5   |
| - جيش الخلاص             | 371     | 0.2   | 370     | 0.1   |
| - شهود يهوه              | 3,366   | 1.5   | 5,114   | 1.7   |
| - المورمون               | 928     | 0.4   | 1,293   | 0.4   |
| لادينية                  | 21,795  | 9.4   | 47,511  | 15.6  |
| أديان أخرى               | 15,799  | 6.8   | 29,324  | 9.6   |
| - بوذية                  | -       | -     | 757     | 0.3   |
| - هندوسية                | 367     | 0.2   | 612     | 0.2   |
| - إسلام                  | 243     | 0.1   | 577     | 0.2   |
| - أخرون                  | 15,189  | 6.5   | 27,378  | 8.9   |
| لم يتم الإجابة عن السؤال | 1,367   | 0.6   | 756     | 0.3   |

## الطوائف المسيحية

### الكاثوليكية

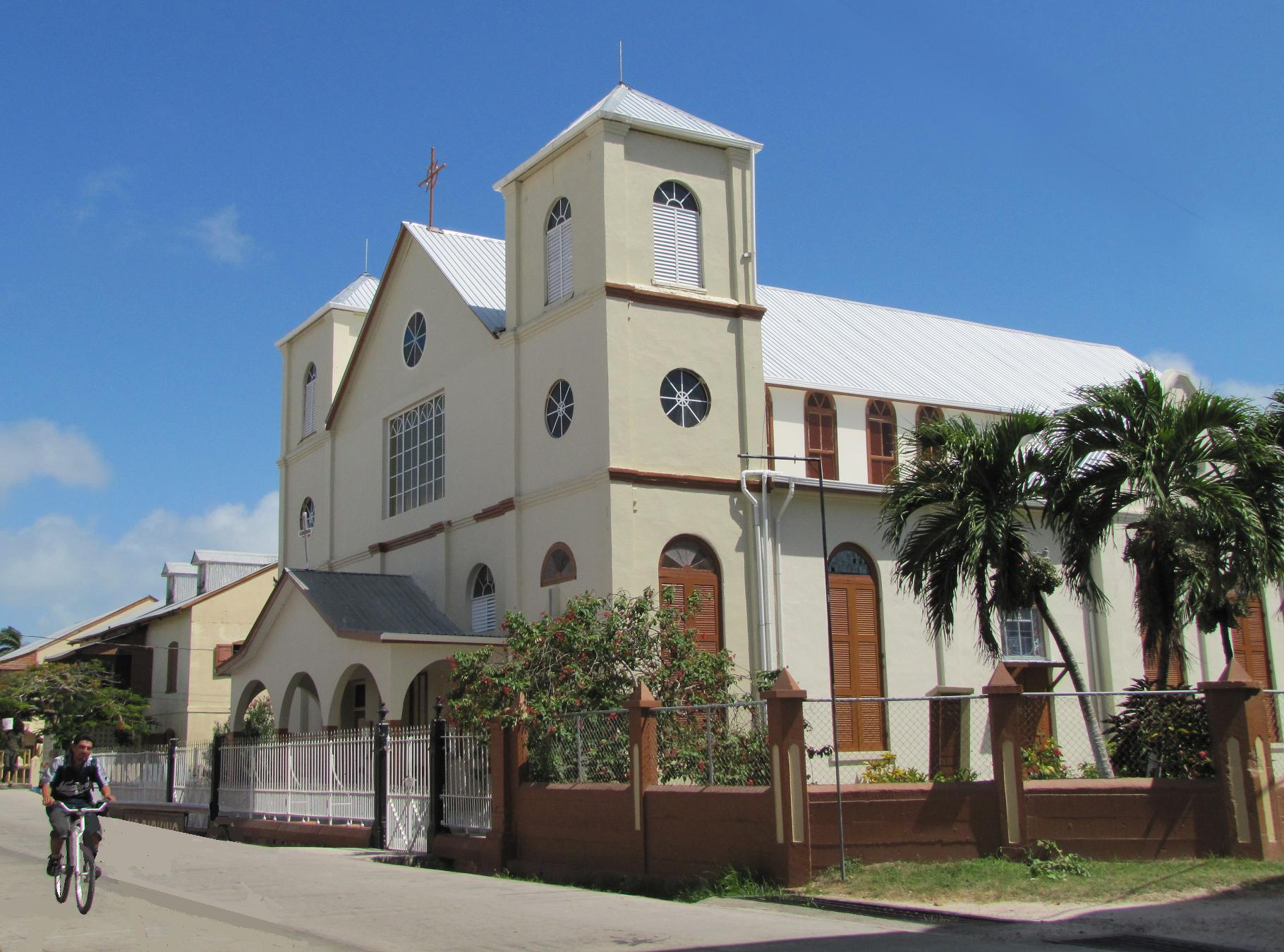
كاتدرائية المخلص الكاثوليكيَّة في بليز سيتي.

الكنيسة الكاثوليكية البليزيَّة هي جزء من الكنيسة الكاثوليكية العالمية في ظل القيادة الروحية للبابا في روما ومجلس الأساقفة البليزي. تأتي الكنيسة الرومانية الكاثوليكية في مقدمة الكنائس المسيحية من حيث العدد والنسبة في بليز إذ وفقًا لتعداد السكان عام 2010 تبيَّن أنَّ 40.5% من سكان بليز من الرومان الكاثوليك أي حوالي 129,456 شخص. تقليديًا حتى عقد 1990 كانت البلاد ذات أغلبية كاثوليكية (شكل الكاثوليك 49% في عام 2000، وحوالي 57% في عام 1991)، إلا أن التقليد الكاثوليكي تآكل تدريجيًا في العقود الأخيرة لصالح نمو الكنائس البروتستانتية. وعلى الرغم من الانخفاض في النسب الأ أن أعداد الكاثوليك المطلقة لا تزال في تزايد.
يميز المؤرخون ثلاث فترات على الأقل في تاريخ الكنيسة الكاثوليكية في بليز. وفي الفترة الأولى، قام المبشرون بمرافقة المستوطنين الإسبان بين شعوب المايا في بليز الغربية، من عام 1524 حتى عام 1707 عندما انتهى هذا النشاط. وبعد قرن من الزمان، أدى توغل منفصل في الأجزاء الوسطى والجنوبية والشمالية من الإقليم إلى إقامة دائمة لأول مرة لليسوعيين في بليز في عام 1851. وهذا يمثل بداية الفترة الثانية والتي شهدت الانتشار السريع لكنائس البعثات الكاثوليكيَّة في جميع أنحاء بليز . وبدأت الفترة الثالثة مع تعيين الأسقف المحلي الأول، وبالتالي تسليم إلى إدارة رجال الدين المحليين، وخاصةً أبرشية بليز سيتي الرومانية الكاثوليكية.

### البروتستانتية

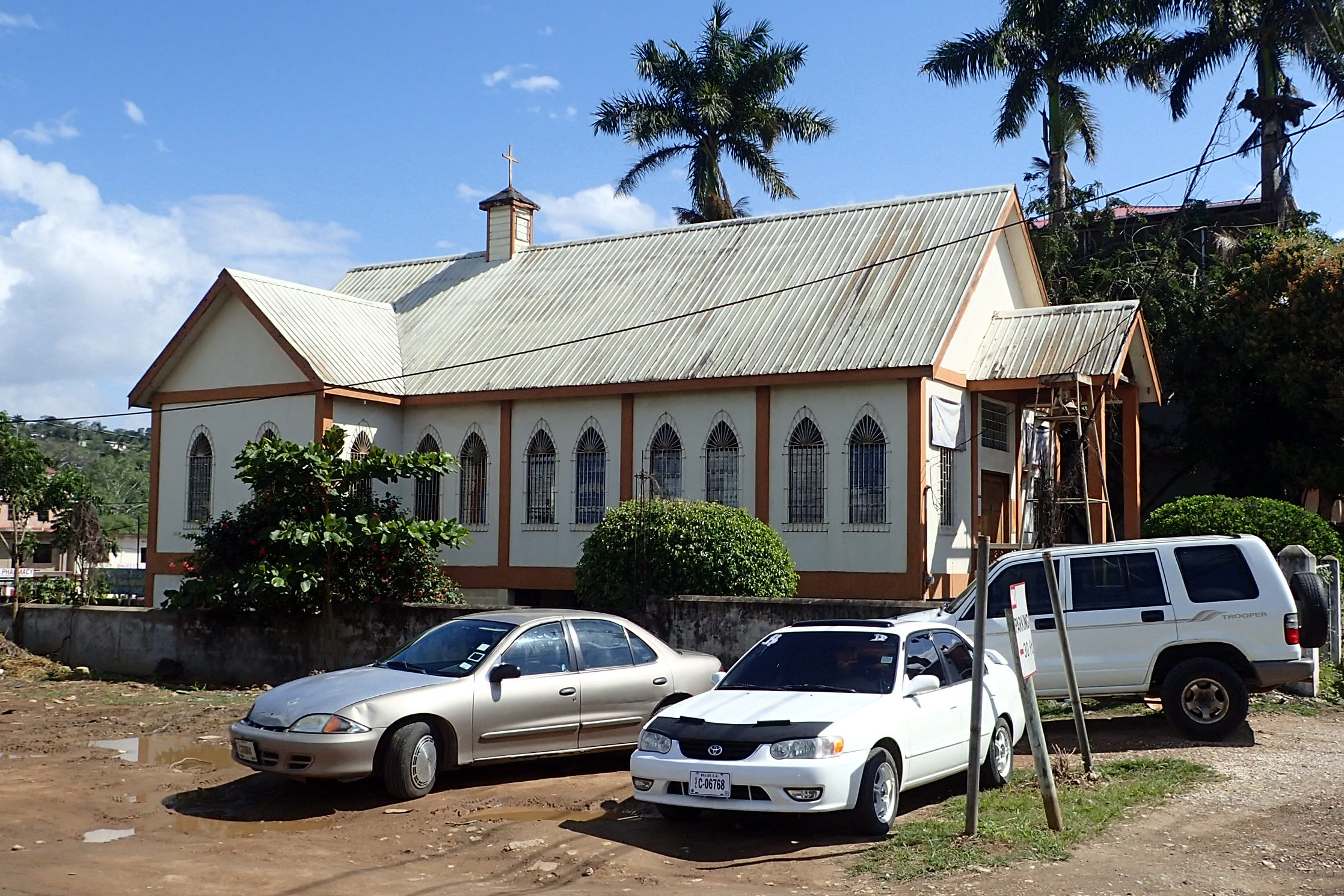
كنيسة القديس أندراوس الأنجليكانية في سان إغناسيو.

وصلت البروتستانتية إلى البلاد مع المستوطنين البريطانيين والألمان المهاجرين إلى المستعمرة البريطانية في هندوراس البريطانية، وكانت كل من الأنجليكانية والمينونايت المذاهب البروتستانتية السائدة في البداية. بدأت الكنائس الإنجيلية تكسب موطئ قدم في البلاد منذ 1980، وشهد المجتمع البروتستانتي في بليز نمواً كبيراً للمذاهب الخمسينية والأدفنتست، وهي ظاهرة مرتبط بانتشار مختلف الطوائف الإنجيلية في جميع أنحاء أمريكا اللاتينية. وجد التعداد السكاني عام 2010 أن 31.8% من سكان البلاد من أتباع الكنائس الخمسينية والطوائف البروتستانتية التقليدية. وشهدت بليز في الآونة الأخيرة نمو ملحوظ في أعداد ونسب المذهب الخمسيني البروتستانتي. في عام 2010 ضمت بليز حوالي 10,000 شخص من المينونايت، وتعود أصولهم إلى مجموعة عرقية أصول ألمانية هولندية استقرَّت في الإمبراطورية الروسية منذ 1789، حيث حافظت لفترة طويلة تقريبًا على ثقافتها الخاصة واللغة المينوناتية الألمانية السفلى واللغة الهولندية البنسلفانية. وفي عقد 1922 هاجر المينونايت من الاتحاد السوفيتي وأمريكا الشمالية.
ينص دستور بليز على حرية الدين، وتسهم القوانين والسياسات الأخرى في ممارسة الدين بحرية عامة. وتحمي الحكومة على جميع المستويات هذا الحق بالكامل من إساءة المعاملة، سواء من جانب الجهات الفاعلة الحكوميَّة أو الخاصة. ووفقاً لوزارة الخارجية الأمريكية، فإن الحكومة تحترم عموماً الحرية الدينية في الممارسة العملية؛ بيد قالت أنَّ السجن الوحيد هو الذي تديره منظمة مسيحية غير حكومية وأن أحد أعضاء مجلس الشيوخ البالغ عددهم ثلاثة عشرة عضواً تم تعينه من قبل الحاكم العام بمشورة من مجلس الكنائس والرابطة الإنجيلية للكنائس. وفي عام 2014، لم تتلق الحكومة الأمريكية أي تقارير عن انتهاكات اجتماعية أو تمييز قائم على الانتماء الديني أو المعتقد أو الممارسة الدينية.